# Wazuza (przystanek kolejowy)
Wazuza (ros. Вазуза) – przystanek kolejowy w miejscowości Ananicha, w rejonie syczowskim, w obwodzie smoleńskim, w Rosji. Położony jest na linii Lichosławl – Rżew – Wiaźma.